# District de Marovoay
Le district de Marovoay est un district de la région de Boeny, situé dans l'Est de Madagascar.

## Géographie
[modifier | modifier le code]
Localisation : Située à Madagascar, dans la région de Boeny, province de Mahajanga. Coordonnées géographiques : Latitude : -16.1111 Longitude : 46.6439
Altitude : 22 mètres au-dessus du niveau de la mer. Climat : Climat de savane avec hiver sec (classification Köppen Aw).

## Démographie
[modifier | modifier le code]
Nombre d’habitants : La population totale de Marovoay est estimée à 64 619 habitants.

## Économie
L’économiques spécifiques, la localisation de Marovoay dans une région de savane indique une activité économique liée à l’agriculture, notamment la riziculture, très présente dans cette région. La ville est souvent considérée comme un des greniers à riz de Madagascar.

## Communes
Les communes dans le district de Marovoay sont :
- Marovoay ville
- Marovoay Banlieue
- Manaratsandry
- Ankazomborona
- Tsararano
- Antanambao Andranolava
- Antanimasaka
- Bemaharivo
- Ankaraobato
- Ambolomoty
- Ankaboka
- Anosinalainolona
- Marosakoa